# Ancylotropus seyrigi
Ancylotropus seyrigi är en stekelart som först beskrevs av Jean Risbec 1952.  Ancylotropus seyrigi ingår i släktet Ancylotropus och familjen Eucharitidae. Inga underarter finns listade i Catalogue of Life.